# Tetragonodes murcia
Tetragonodes murcia är en fjärilsart som beskrevs av William Schaus 1913. Tetragonodes murcia ingår i släktet Tetragonodes och familjen mätare. Inga underarter finns listade i Catalogue of Life.